# Толька (аэропорт)
Толька (ICAO: USDS) — аэропорт местного значения в селе Толька Красноселькупского района в Ямало-Ненецком автономном округе, расположен в 2 км юго-восточнее села. Аэропорт имеет одну грунтовую взлётно-посадочную полосу и железобетонную вертолётную посадочную площадку. Собственником и эксплуатантом является ГУП ЯНАО «Аэропорты Мангазеи».

## Принимаемые типыВС
Ан-24, Ан-26, Ан-28, Ан-30, Як-40 (только в зимнее время) и другие ВС 3 — 4 класса, вертолёты всех типов. Аэродром в период весенней распутицы (май — июнь) закрывается для приёма и выпуска воздушных судов.

## Показатели деятельности
| Пассажиропоток       | Пассажиропоток | Пассажиропоток | Пассажиропоток | Пассажиропоток | Пассажиропоток | Пассажиропоток | Пассажиропоток | Пассажиропоток | Пассажиропоток | Пассажиропоток | Пассажиропоток | Пассажиропоток | Пассажиропоток | Пассажиропоток | Пассажиропоток | Пассажиропоток | Пассажиропоток | Пассажиропоток | Пассажиропоток | Пассажиропоток |
| -------------------- | -------------- | -------------- | -------------- | -------------- | -------------- | -------------- | -------------- | -------------- | -------------- | -------------- | -------------- | -------------- | -------------- | -------------- | -------------- | -------------- | -------------- | -------------- | -------------- | -------------- |
| год                  | 2014           | 2015           | 2016           | 2017           | 2022           |                |                |                |                |                |                |                |                |                |                |                |                |                |                |                |
| пассажиров           | 7 755          | ↘7 654         | ↗7 928         | ↘7 872         | 7 894          |                |                |                |                |                |                |                |                |                |                |                |                |                |                |                |
| Грузопоток           |                |                |                |                |                |                |                |                |                |                |                |                |                |                |                |                |                |                |                |                |
| год                  | 2014           | 2015           | 2016           | 2017           |                |                |                |                |                |                |                |                |                |                |                |                |                |                |                |                |
| тонн                 | 89,3           | ↗105,9         | ↘74,7          | ↘71,9          |                |                |                |                |                |                |                |                |                |                |                |                |                |                |                |                |
| Источник: Росавиация |                |                |                |                |                |                |                |                |                |                |                |                |                |                |                |                |                |                |                |                |